# Oxypoda vockerothi
Oxypoda vockerothi es una especie de escarabajo del género Oxypoda, familia Staphylinidae. Fue descrita científicamente por Klimaszewski et al. en 2006.
Se distribuye por Canadá. Vive en la hojarasca, en estanques y bosques mixtos.